# Benjamin Sene
Benjamin Ardo Sene (Langon, 13 maggio 1994) è un cestista francese.

## Carriera professionale
Sène ha giocato a basket giovanile con lo SLUC Nancy Basket. Nel gennaio 2013 si è fratturato il pollice. Il 2 marzo 2013 ha subito una frattura del radio sinistro. Il 7 marzo è stato operato e ingessato, rimanendo fuori dalla competizione per due mesi. Alla fine della sua carriera giovanile, fu cercato dal Boulogne-sur-Mer, ma rimase con il Nancy.
Nel marzo 2014 si è infortunato alla caviglia in allenamento, rimanendo fuori dalle competizioni per tre settimane. Nell'aprile 2015 ha rinnovato il suo contratto con il Nancy fino al 2017.
Sène è entrato a far parte del BCM Gravelines-Dunkerque nel maggio 2017. Nella stagione 2017-18 ha registrato una media di 10,3 punti, 2,9 rimbalzi e 4,9 assist a partita con il Gravelines-Dunkerque. Al termine della stagione ha rinnovato il contratto fino al 2020. Sène ha lasciato la squadra l'8 maggio 2020, dopo aver registrato una media di 11,3 punti e 3,8 assist nella stagione 2019-2020.
Il 14 maggio 2020 ha firmato con il Boulazac Basket Dordogne.
Il 9 luglio 2021 ha firmato con il Nanterre 92 della LNB Pro A.